# Fidel Oyarzo
 Fidel Ernesto Oyarzo Salgado (Puerto Montt, 14 de noviembre de 1961-Santiago de Chile, 21 de julio de 2019) fue un periodista chileno que desarrolló su carrera profesional como reportero de política en televisión y radio.

## Familia
Si bien nació en Puerto Montt, su familia proviene de la localidad de Trumao, cercana a Osorno, y a orillas del río Bueno. Fue hijo del carabinero Fidel Oyarzo López, quien lo reconoció, pero no se casó con su madre, Eliana Salgado. Ella viajó con su hijo pequeño a la ciudad de Santiago a trabajar como empleada a la casa de Graciela Irigoin y su marido, Jean Bouvet. Allí Fidel «creció como un hijo, debido a que esta pareja no los tuvo y lo vieron en él».
Uno de los momentos más recordados en la televisión chilena fue cuando despachó la noticia sobre la aprobación del proyecto de ley sobre la situación laboral de las trabajadoras del hogar. En la ocasión, se emocionó al aire: «Yo soy hijo de trabajadora de casa particular. Soy hijo de una humilde campesina que murió, que llegó desde un pueblo que se llama Trumao a Santiago».

## Estudios y carrera profesional
Fue periodista y licenciado en comunicación social de la Pontificia Universidad Católica de Chile.
Poseía una trayectoria en varios medios de comunicación, entre ellos Televisión Nacional de Chile (TVN), los diarios La Segunda y La Nación, las radios Cooperativa y Minería, y la revista Vea. Formó parte del equipo de Radio Cooperativa en la década de 1980 y siempre recordó su paso por la emisora como la escuela en la que se formó como profesional. Desde 1990 estuvo a cargo de las coberturas de los debates y votaciones que se realizaban en el Congreso en TVN. En dicho canal formó parte de la Entrevista del Domingo y fue conductor de programas políticos y de debate público.
Tuvo un paréntesis laboral en TVN entre 2006 y 2011 cuando se convirtió en jefe de Prensa de la presidencia del Senado, jefe de Prensa de la bancada de senadores democratacristianos y jefe de Prensa de la campaña presidencial de Eduardo Frei Ruiz-Tagle en 2009. Volvió al canal estatal chileno en 2012 en donde junto con las labores en el Congreso ejercía como coordinador político de los noticieros regionales en TVN.
También se desempeñó como docente universitario en la Escuela de Periodismo de la Universidad de Las Américas.

## Fallecimiento
Sus problemas de salud se hicieron evidentes luego que en enero de 2019 se operara de un pie diabético. A las pocas semanas, sufrió una trombosis en su pierna derecha, a la que se sumaron días después varios microinfartos cerebrales. Los exámenes arrojaron luego que tenía un tumor en el pulmón, el que resultó ser maligno.
Durante su estada en la Clínica Indisa, Oyarzo fue visitado por el presidente Sebastián Piñera, los ministros del Interior y Defensa, Andrés Chadwick, y Alberto Espina, además de sus colegas y amigos cercanos. Falleció el 21 de julio de 2019, siendo sus restos velados en el Ex Congreso Nacional en Santiago.

## Reconocimientos
- En el Día del Periodista, el 11 de julio de 2019, el Congreso anunció que la sala de la prensa acreditada del Congreso pasaría a llamarse Fidel Oyarzo, en honor al destacado profesional.
- El Directorio de TVN, en julio de 2019, le otorgó el premio Rodolfo Paredes 2019, galardón que se entrega desde 2011 a aquellos profesionales que encarnan la misión y valores del canal.[10]